# Julius Köstlin

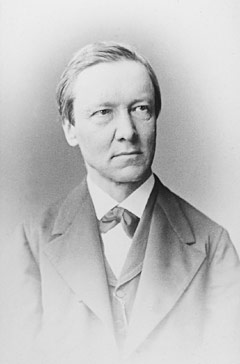
Julius Köstlin

Julius Köstlin (* 17. Mai 1826 in Stuttgart; † 12. Mai 1902 in Halle (Saale)) war ein deutscher evangelischer Theologe, Kirchenhistoriker sowie Mitbegründer des Vereins für Reformationsgeschichte.

## Leben und Wirken
Julius Köstlin, Sohn und jüngstes von sechs Kindern des Obermedizinalrates Karl Heinrich Gotthilf von Köstlin, wurde aus Gesundheitsgründen zunächst zu Hause unterrichtet, bevor er 1835 das Gymnasium in Stuttgart besuchen konnte. Nach dem Abitur studierte er an der Universität Tübingen Theologie, und orientalische Sprachen, speziell das Arabische. Er war seit 1844 Mitglied der Burschenschaft Walhalla Tübingen. Nach seinem Ersten Staatsexamen übernahm Köstlin 1848 zunächst eine Stelle als Vikar in Calw, bevor er noch im gleichen Jahr Studienreisen unter anderem nach Heidelberg und Bonn, dann nach London und Edinburgh sowie anschließend über Hamburg, und Kiel nach Berlin unternahm. Überall besuchte er Zentren und Werke der Inneren Mission und war dabei vor allem beeindruckt vom Rauhen Haus des Hamburger Geistlichen Johannes Wichern. Nachdem er in Berlin Vorlesungen bei Leopold von Ranke gehört hatte, reiste er weiter über mehrere ost- und mitteldeutsche Städte zu dem Zentrum der Herrnhuter Brüdergemeine.
Im Jahre 1850 kehrte Köstlin nach Stuttgart zurück, übernahm eine Stelle als Repetent und legte zwei Jahre später seine Zweite Staatsprüfung ab. Nach seiner anschließenden Promotion zum Doktor der Philosophie folgte er im Jahre 1855 einem Ruf an die Universität Göttingen, wo er als Extraordinarius für neutestamentliche Exegese und zweiter Universitätsprediger lehrte. Hier waren es vor allem die Arbeiten an der Realenzyklopädie für protestantische Theologie und Kirche und an Luthers Katechismus, die diese Zeit prägte sowie die Promotion zum Doktor der Theologie.

### Breslauer Zeit
Zum Herbst des Jahres 1860 wechselte Köstlin auf Initiative des preußischen Kultusministers von Bethmann-Hollweg an die Universität Breslau, wo er ein Ordinariat für Systematische Theologie übernahm. Hier war es vor allem seine Beschäftigung mit Martin Luther, die diese Zeit prägte. Er verfasste eine angesehene, aber nicht ganz unumstrittene umfangreiche Lutherbiographie sowie zahlreiche Einzelwerke über die Person und die Theologie Martin Luthers. Darüber hinaus wurde Köstlin 1867 schließlich in das schlesische Konsistorium gewählt, obwohl bereits fünf Jahre zuvor darüber verhandelt worden war. Köstlin erschien als konservativer Vermittlungstheologe und echter liberaler Schwabe für seine neue Umgebung als zu religiös-liberal und an die norddeutsche Mentalität des Protestantismus nicht genügend angepasst. Ab dem Jahre 1869 übernahm er noch die Herausgabe der in Hamburg erscheinenden Zeitschrift für theologische Studien und Kritiken.

### Hallenser Zeit

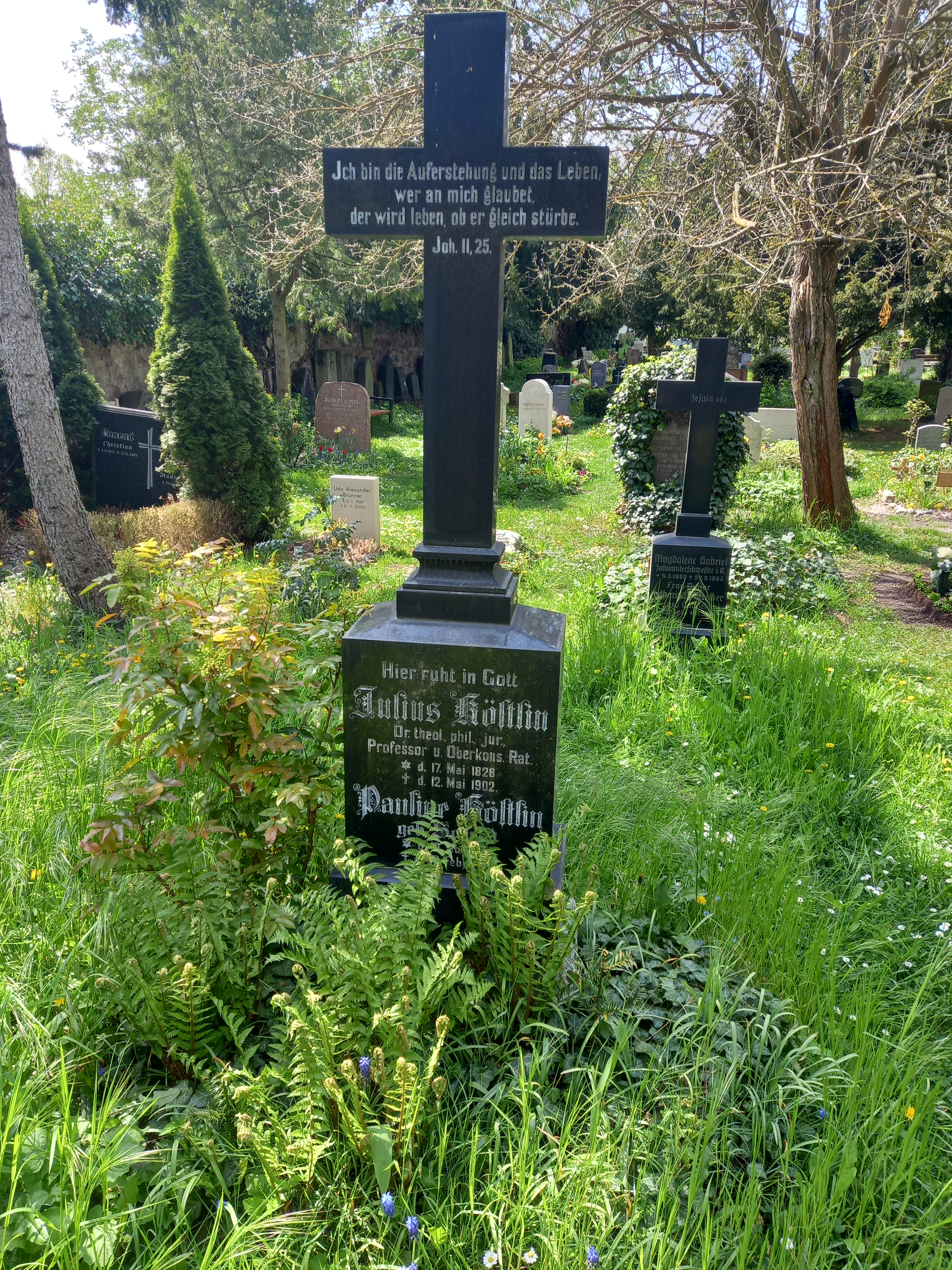
Das Grab von Julius Köstlin und seiner Ehefrau Pauline geborene Schmid auf dem evangelischen Laurentiusfriedhof in Halle

Im Jahre 1870 folgte Köstlin schließlich einem Angebot der Universität Halle, wo man ihn in gleicher Position wie in Breslau einsetzte. Auch hier beschäftigte er sich weiterhin mit Luthers Thesen und hatte hierbei eine heftige religiös-kontroverse Auseinandersetzung mit dem katholischen Kirchenhistoriker Johannes Janssen, einem entschiedenen Gegner Luthers, auszufechten, obwohl auch Köstlin Luther durchaus nicht unkritisch bewertet hatte. Ebenso wie in Breslau wurde Köstlin auch hier zusätzlich noch in das sächsische Konsistorium gewählt sowie ab 1873 in den Kirchengemeinderat der Gemeinde von St. Laurentius in Halle. Im Jahr 1875 reiste er als Delegierter zur Generalsynode nach Eisenach  wo das Thema einer Neuordnung der preußischen Kirchenverfassung verhandelt wurde. Weiterhin war Köstlin 1883 Mitbegründer des Verein für Reformationsgeschichte mit Sitz in Magdeburg und gehörte dessen Vorstand an. Besonders der evangelische Kirchenhistoriker Karl Knaake (1835–1905) profitierte von der Unterstützung dieses Vereins und von Köstlins selbstloser Förderung, so dass Karl Knaake seine Weimarer Lutherausgabe im Jahr 1883 veröffentlichen konnte.
Ab dem Jahre 1896 zog sich Köstlin gesundheitsbedingt immer mehr aus dem aktiven Dienst zurück, veröffentlichte aber immer noch einzelne Schriften. Für seine Verdienste wurde er mit dem Kronenorden Zweiter Klasse mit Stern sowie mit dem Roten Adlerorden Zweiter Klasse mit Eichenlaub ausgezeichnet. Nach einem langen und bewegten Leben starb er schließlich am 12. Mai 1902 mit fast 76 Jahren. Er wurde auf dem halleschen Laurentiusfriedhof bestattet.

## Familie
Julius Köstlin war verheiratet mit der Pfarrerstochter Pauline Schmid (1831–1913), mit der er zehn Kinder hatte, darunter:
- Heinrich (1856–1920), Geheimer Hofrat, Direktor des Olga-Heilanstalt in Stuttgart
- Mathilde verehel. mit dem Pastor Johannes Meinhof (1860–1908), Großeltern von Ulrike Meinhof (1934–1976)
- Otto (1863–1944), Taubstummenseelsorger für den Bezirk Nordhausen, dann Querfurt, Pfarrer in Lodersleben, Ruhestand in Naumburg
- Julius (1864–1914), Major, Kommandeur des Feld-Artillerie-Regiments 67
- Emilie (1866–1951), Diakonisse in Bremen
- Rudolf (1867–1934), Direktor der Westpreußischen Provinzial-Hebammen-Lehranstalt in Danzig

## Schriften (Auswahl)
- Die schottische Kirche, ihr inneres Leben und ihr Verhältnis zum Staat von der Reformation bis zur Gegenwart. Ein Beitrag zur Geschichte des Protestantismus, Hamburg u. Gotha 1852
- Luther's Lehre von der Kirche, Stuttgart 1853; 2. Aufl. Gotha 1868
- Das Wesen der Kirche nach Lehre und Geschichte des Neuen Testaments mit vornehmlicher Rücksicht auf die Streitfrage zwischen Protestantismus und Katholizismus, Gotha 1854; 2. Aufl., Gotha 1872
- Der Glaube, sein Wesen, Grund und Gegenstand, seine Bedeutung für Erkennen, Leben und Kirche, Gotha 1859
- Luthers Theologie in ihrer geschichtlichen Entwicklung und ihrem inneren Zusammenhange dargestellt, Bd. 1–2, Stuttgart 1863; 2. Aufl. Stuttgart 1883; 3. neu bearb. Aufl., Stuttgart 1901; Neudruck Darmstadt 1968
- Martin Luther. Sein Leben und seine Schriften, Bd. 1–2, Elberfeld 1874; 5. Aufl., hg. von Gustav Kawerau, Berlin 1903, online
- Luthers Leben. Mit authentischen Illustrationen, Leipzig, 1882; 9. Aufl. Leipzig 1891; Neudruck: Life of Luther, Dodo Press, 2007, ISBN 1406529400 und auch online Leipzig 1882
- Luther und J. Janssen, der deutsche Reformator und ein ultramontaner Historiker, Halle/Saale 1883
- Die Glaubensartikel der Augsburger Confession erläutert, Halle/Saale 1891; Neudruck Leipzig 1930
- Oskar Wilda (Hrsg.): Julius Köstlin. Eine Autobiographie. Mit Portrait. Danzig 1891, online
- Die Begründung unserer sittlich-religiösen Überzeugung, Berlin 1893
- Religion und Reich Gottes. Abhandlungen zur Dogmatik und Ethik, Gotha 1894
- Der Glaube und seine Bedeutung für Erkenntnis, Leben und Kirche mit Rücksicht auf die Hauptfragen der Gegenwart Gotha, 1895
- Christliche Ethik, Berlin 1898